# Microscoop (sterrenbeeld)

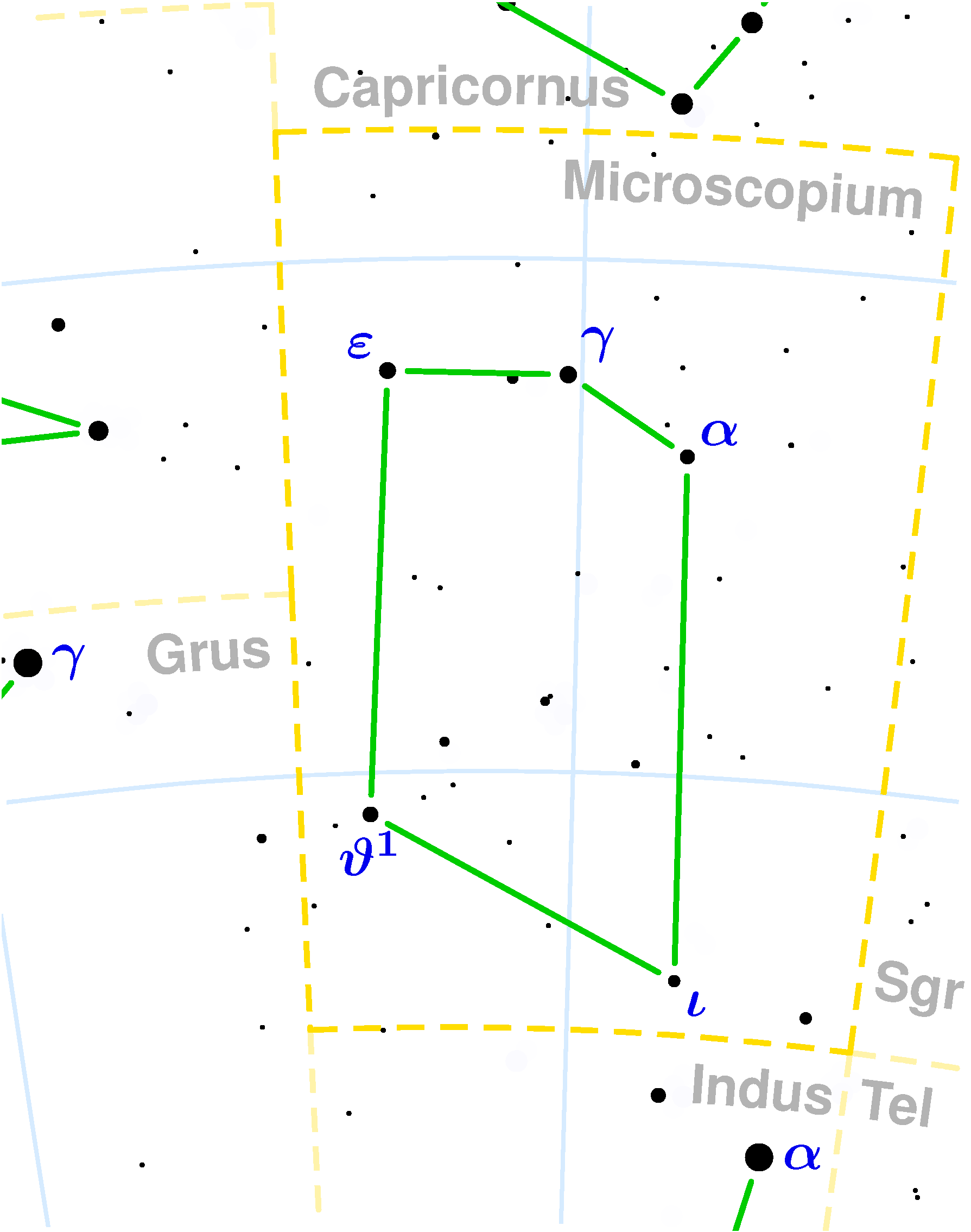
Kaart van het sterrenbeeld Microscoop.

Microscoop (Microscopium, afkorting Mic) is een onopvallend sterrenbeeld aan de zuiderhemel, liggende tussen rechte klimming 20u25m en 21u25m en declinatie −28° en −45°. Door het gebrek aan heldere sterren is vanaf de breedte van de Benelux van dit sterrenbeeld nauwelijks iets te zien. Het noordelijke horizontale gedeelte van de IAU begrenzing van dit sterrenbeeld klimt tot 11 en een halve graad boven de zuidelijke horizon.
Het sterrenbeeld werd in 1752 ingevoerd door Lacaille.

## Sterren
Het sterrenbeeld heeft geen heldere sterren, de helderste, gamma Microscopii, heeft magnitude 4,67.

## Telescopisch waarneembare objecten

### New General Catalogue
NGC 6919, NGC 6923, NGC 6925, NGC 6947, NGC 6958, NGC 6983, NGC 6998, NGC 6999, NGC 7012, NGC 7057, NGC 7060

### Index Catalogue
IC 5011, IC 5013, IC 5015, IC 5019, IC 5020, IC 5029, IC 5030, IC 5039, IC 5041, IC 5046, IC 5047, IC 5049, IC 5056, IC 5065, IC 5086, IC 5105

## Begrenzing
Van de door Eugène Delporte en de Internationale Astronomische Unie (IAU) vastgelegde begrenzingen rond de 88 erkende sterrenbeelden heeft de begrenzing rond het sterrenbeeld Microscoop de eenvoudigste en geometrisch meest herkenbare vorm. Delporte koos voor de begrenzing bestaande uit slechts 4 zijden. Dit soort begrenzing is ook te zien rond de sterrenbeelden Grote Hond, Kameleon, Schild, Sextant, Telescoop, Vliegende Vis, Zuiderkroon, Zuiderkruis en Zuidervis.

## Aangrenzende sterrenbeelden
(met de wijzers van de klok mee)
- Steenbok (Capricornus)
- Boogschutter (Sagittarius)
- Telescoop (Telescopium) (raakt maar op één punt)*
- Indiaan (Indus)
- Kraanvogel (Grus)
- Zuidervis (Piscis Austrinus)